# 1-я гвардейская корпусная артиллерийская бригада
1-я гвардейская корпусная артиллерийская Свирская бригада — воинское соединение Вооружённых сил СССР в Великой Отечественной войне.

## История
Бригада формировалась под Коломной с февраля 1944 года.
В составе действующей армии с 16 июня 1944 по 11 августа 1944 года.
В июне 1944 года передислоцирована на реку Свирь, где с 23 июля 1944 года принимала участие в Свирско-Петрозаводской операции, очевидно, будучи в составе 37-го гвардейского стрелкового корпуса
1 сентября 1944 года переформирована в 50-ю гвардейскую армейскую пушечную артиллерийскую Свирскую бригаду

## Состав бригады
- Бригада состояла из 3 дивизионов. В состав каждого дивизиона входило 3 батареи.

## Подчинение
| Дата            | Фронт (округ)            | Армия     | Корпус | Дивизия | Примечания |
| --------------- | ------------------------ | --------- | ------ | ------- | ---------- |
| 01.03.1944 года | Московский военный округ | -         | -      | -       | -          |
| 01.04.1944 года | Московский военный округ | -         | -      | -       | -          |
| 01.05.1944 года | Московский военный округ | -         | -      | -       | -          |
| 01.06.1944 года | Московский военный округ | -         | -      | -       | -          |
| 01.07.1944 года | Карельский фронт         | 7-я армия | -      | -       | -          |
| 01.08.1944 года | Карельский фронт         | 7-я армия | -      | -       | -          |

## Командиры
- Гудзюк Сергей Петрович, гвардии полковник

## Известные лица, связанные с бригадой
- Весник, Евгений Яковлевич, гвардии лейтенант, адъютант командира бригады, впоследствии Народный артист СССР